# Holohalaelurus
Genre
Holohalaelurus est un genre de requins vivant autour de l'Afrique du Sud.

## Liste des espèces
Selon FishBase :
- Holohalaelurus favus Human, 2006 - Holbiche criblée
- Holohalaelurus grennian Human, 2006
- Holohalaelurus melanostigma Norman, 1939
- Holohalaelurus punctatus Gilchrist, 1914 - Holbiche à gorge tachetée
- Holohalaelurus regani Gilchrist, 1922  - Holbiche isard

Selon ITIS :
- Holohalaelurus punctatus Gilchrist, 1914 - Holbiche à gorge tachetéé
- Holohalaelurus regani Gilchrist, 1922 - Holbiche isard